# Kothen
Kothen è un quartiere (Quartier) di Wuppertal, appartenente al distretto urbano (Stadtbezirk) di Barmen.